# Spyker Cars

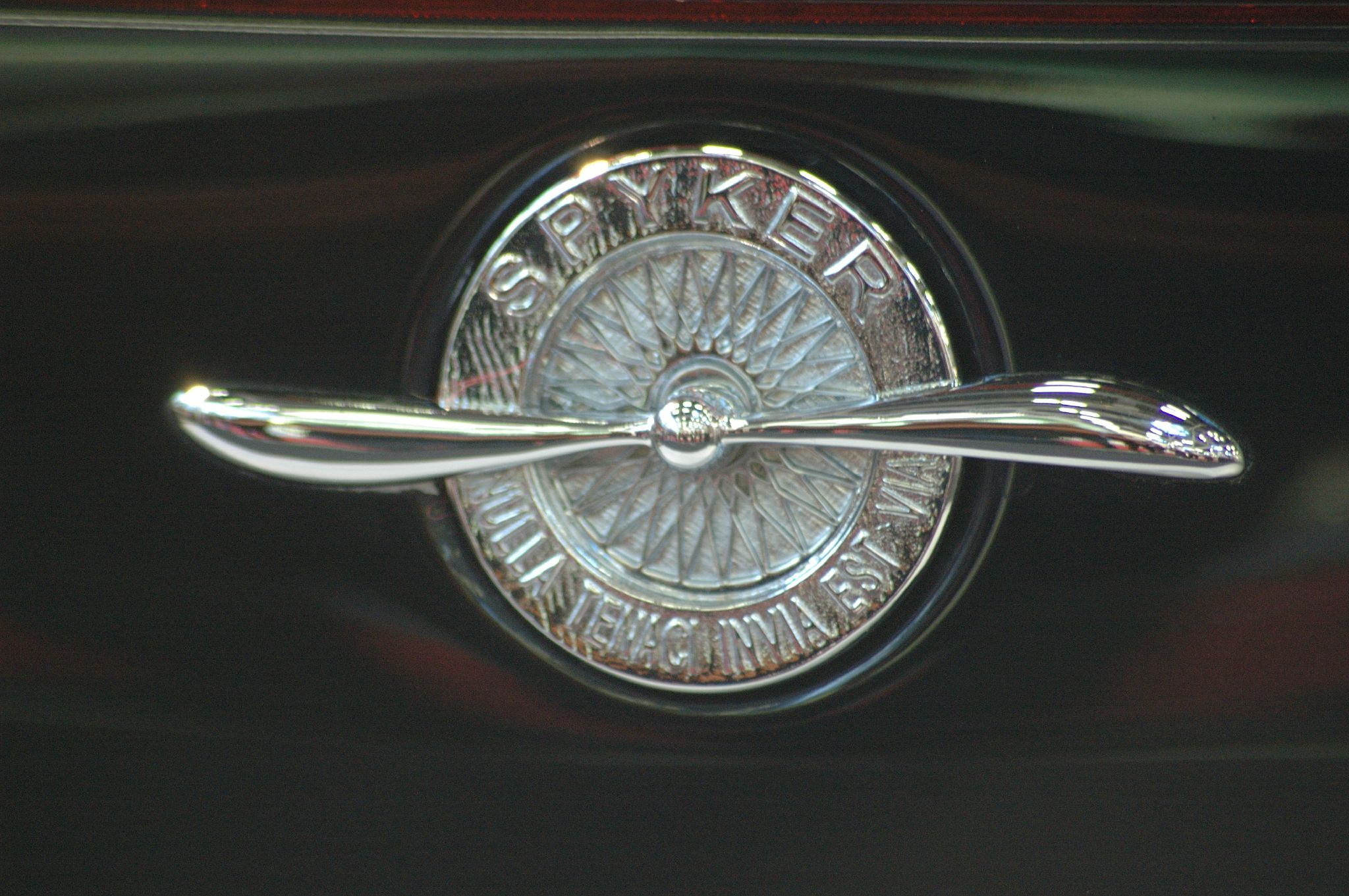
Embleem Spyker

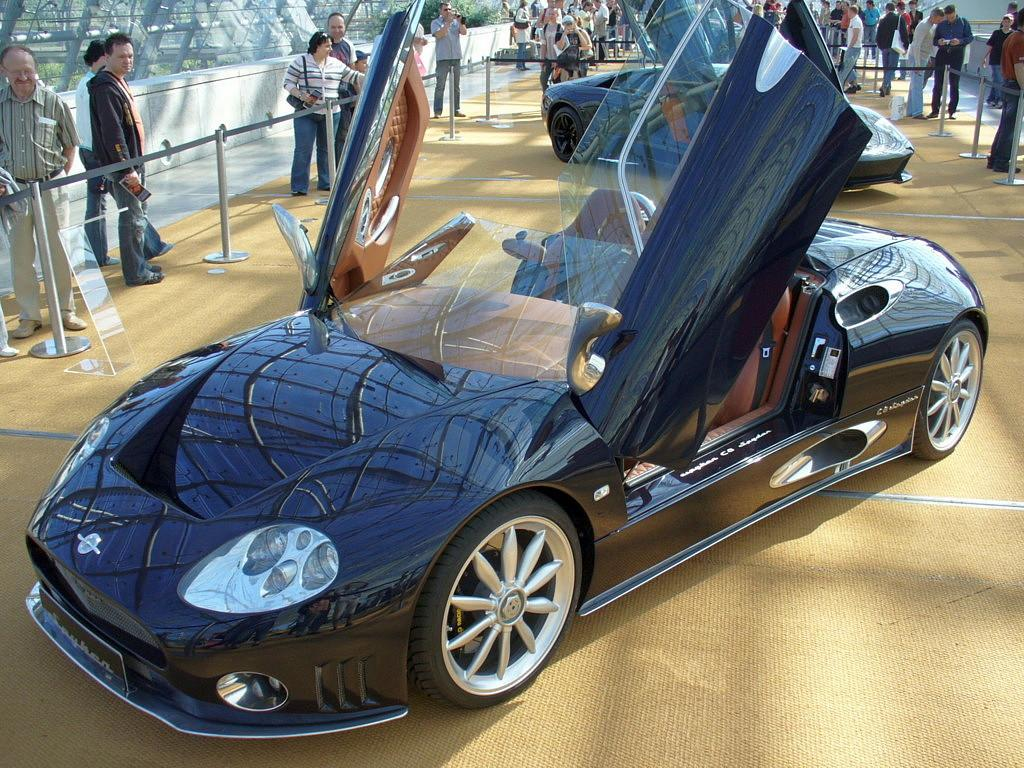
Spyker C8 Spyder

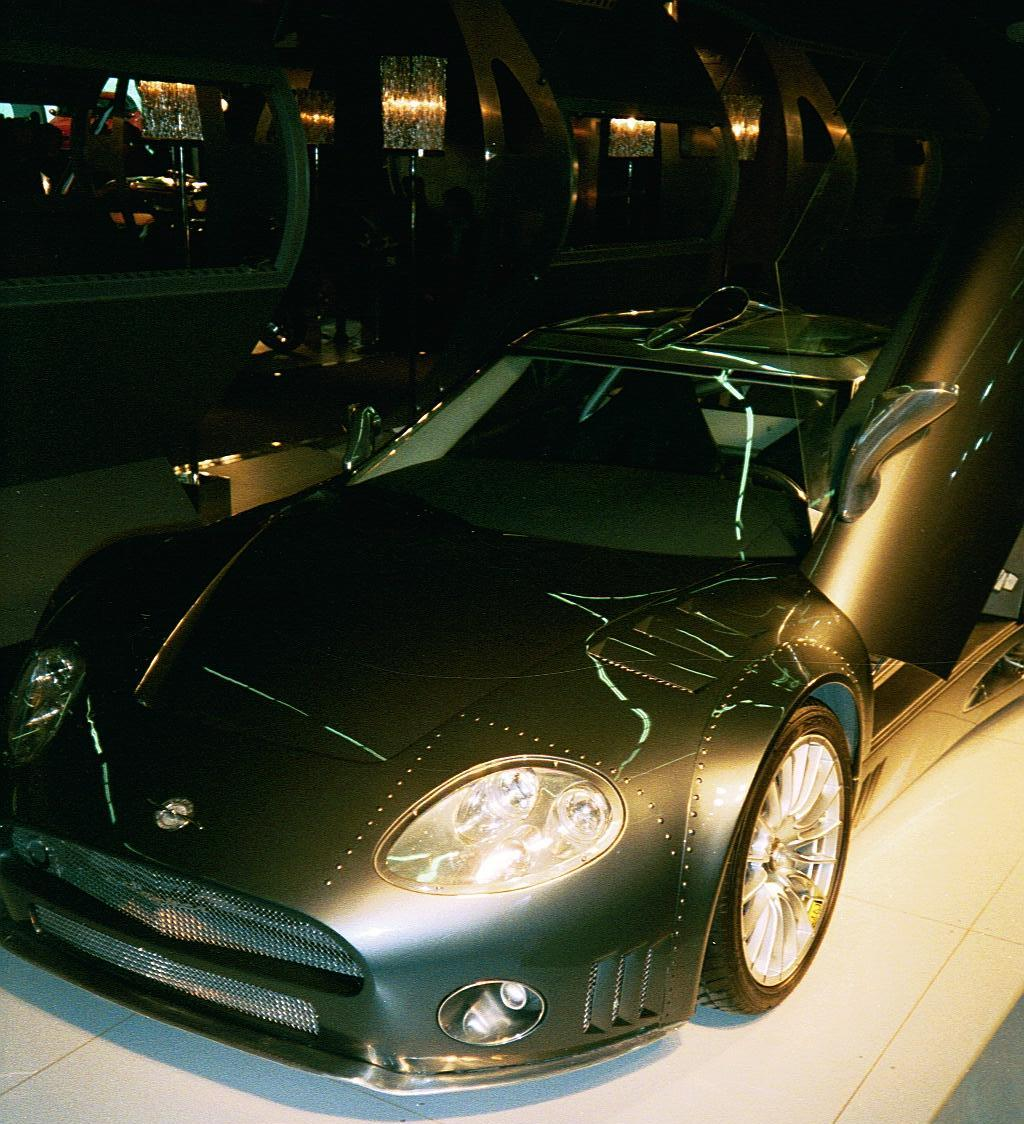
Spyker C8 Double 12S

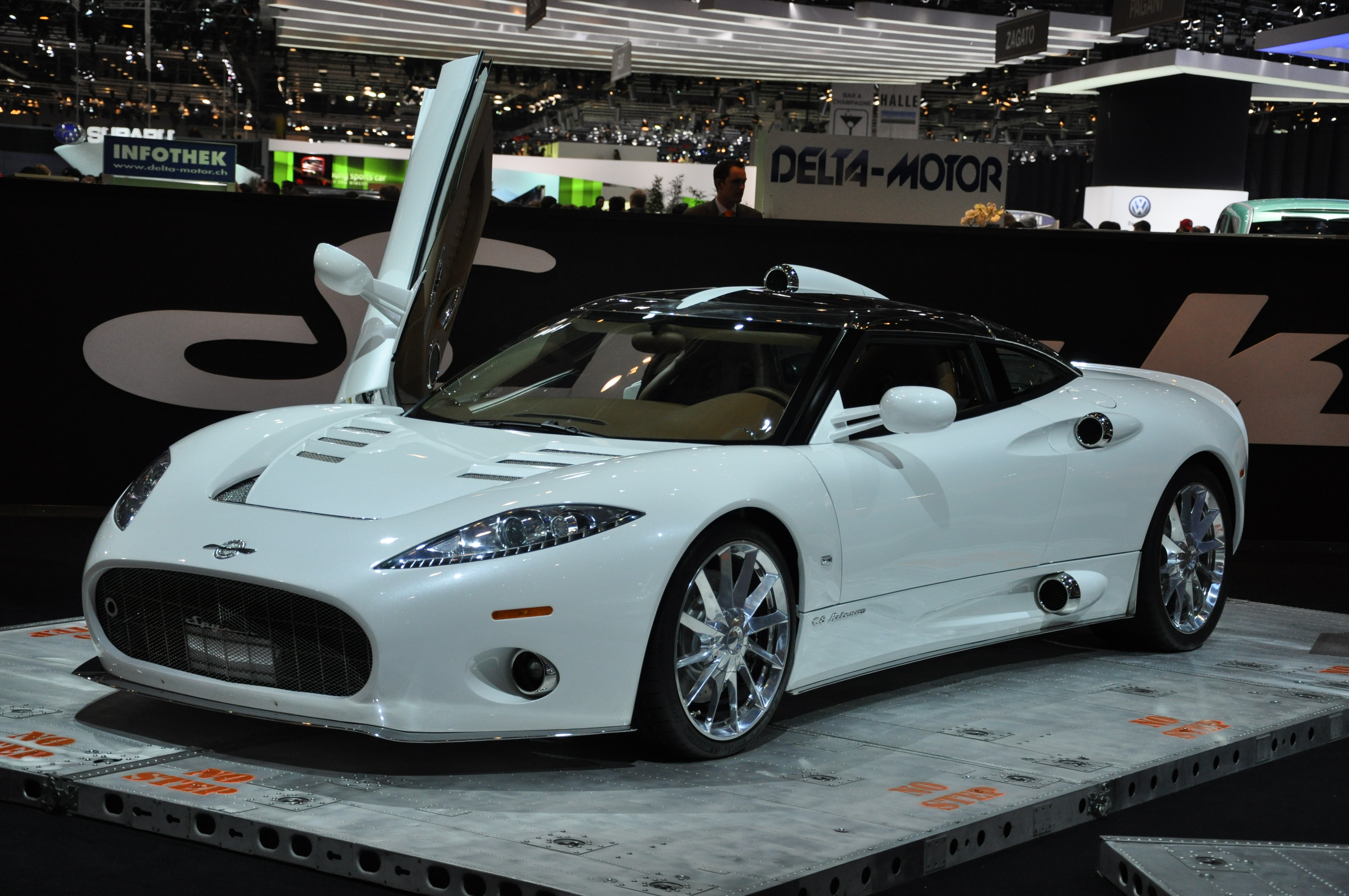
Spyker C8 Aileron

Spyker Cars is een Nederlandse fabrikant van exclusieve sportwagens begonnen met het ontwerp van Maarten de Bruijn. Al snel na het verlaten van het bedrijf werd het ontwerp door Victor Muller & Simon Koop overgenomen.
Het motto van de autofabrikant is "nulla tenaci invia est via" (vertaald uit het Latijn betekent het "voor volhouders is geen weg onbegaanbaar"). Dit motto, en de merknaam zijn afkomstig van Nederlandsche Automobiel- en Vliegtuigfabriek "Trompenburg", een Nederlandse automobielfabriek die begin 20e eeuw internationaal doorbrak maar in 1926 werd opgeheven (zie Spyker).
Spyker maakte op 26 januari 2010 bekend het veel grotere Saab Automobile over te nemen van General Motors. Saab en Spyker werden ondergebracht bij moederbedrijf Swedish Automobile N.V. Het Zweedse avontuur was van korte duur; in december 2011 werd Saab failliet verklaard. In april 2012 besloten de aandeelhouders weer verder te gaan onder de naam Spyker N.V. en zich weer volledig te richten op de productie van sportwagens. Hierna volgden een aantal jaren waarin geregeld berichten waren over betalingsachterstanden van Spyker. Eind 2014 werd Spyker failliet verklaard, maar begin 2015 werd dit faillissement teruggedraaid.

## Geschiedenis
De merknaam Spyker werd in 1999 geregistreerd door de Nederlandse zakenman Victor Muller. Het kwam voort uit de samenwerking tussen Muller en Maarten de Bruijn, die een prototype sportwagen bouwde.
Het bedrijf, aanvankelijk gevestigd in een schuur bij de ouderlijke woning van De Bruijn waar De Bruijn sinds 1990 aan een prototype Silvestris werkte, kon met steun van Muller een fabriek in Zeewolde laten bouwen. Om te kijken of het ontwerp goed was hanteerde De Bruijn de "S.J.K.F."; de School-Jeugd-Kijk-Factor.
In 2004 was Spyker Cars NV een fabrikant van exclusieve sportwagens die rond de € 300.000 per stuk kostten. Het bedrijf had dealers in Europa, het Midden-Oosten, Noord-Amerika en Azië. Spyker kreeg op 27 mei 2004 een notering aan de Euronext Amsterdam; de introductiekoers was € 15,50.

### Breuk
Maarten de Bruijn, medeoprichter en creatief brein achter Spyker Cars, stapte in 2005 uit het bedrijf door een "verschil in inzicht" met medeoprichter Victor Muller. Hieraan lag onder andere ten grondslag dat De Bruijn met Spyker uitsluitend sportwagens wilde bouwen. Muller was echter ook geïnteresseerd in de productie van luxe terreinwagens, waarvan de Spyker D8 Peking to Paris het resultaat is.
De Bruijn richtte met het geld dat hij verdiende met Spyker Cars (ongeveer € 2 miljoen) een nieuw bedrijf op - Silvestris - dat zich richt op de productie van luxe speedboten, in dezelfde stijl als de door hem zelf ontworpen sportwagens.

### 2007-2008
In 2007 kwam Spyker meermaals negatief in het nieuws. Zo zou het bedrijf uit Zeewolde zijn rekeningen niet betalen. De Telegraaf publiceerde een fax van carrosseriebouwer Karmann waaruit bleek dat een rekening van ongeveer een half miljoen euro open stond. Als gevolg van deze en andere negatieve berichten trad CEO Victor Muller af ten gunste van Michiel Mol. Muller bleef wel in dienst van Spyker.
Na een bericht in het Algemeen Dagblad van 28 augustus 2007, waarin werd gesteld dat schuldeisers het faillissement van Spyker Cars NV hadden aangevraagd, daalde het aandeel op Euronext met 12%. Noch bij de Maastrichtse rechtbank (waar de faillissementsaanvraag zou zijn ingediend), noch bij de verzekeraar van Spyker bleek echter iets bekend te zijn. Spyker verzocht vervolgens de Autoriteit Financiële Markten (AFM) een en ander te onderzoeken. De AFM draaide na onderzoek vervolgens de handel in het aandeel Spyker terug, en het Algemeen Dagblad rectificeerde haar berichtgeving via haar internetsite.
Echter, de negatieve berichtgeving hield aan. AFM verzocht Spyker de jaarrekening over 2006 te herzien, waarin 8 ton winst werd geboekt; volgens AFM had dat een verlies moeten zijn. Spyker kreeg op 28 december 2007 van de Ondernemingskamer gelijk. AFM ging in 2008 in beroep, maar ook de Hoge Raad oordeelde op 24 december 2008 dat Spyker op alle punten gelijk had. De procedure heeft Spyker € 800.000 gekost en leverde andermaal negatieve publiciteit op. Hoewel beide overwinningen op AFM nauwelijks werden gepubliceerd, kreeg de AFM veel publiciteit met haar aanklacht.
Na de verkoop van het Spyker F1 Team trok Michiel Mol zich terug als bestuursvoorzitter en nam Victor Muller weer zijn oude plaats in als CEO.

### 2009
In maart 2009 onthulde Muller op de autosalon in Genève de nieuwe Spyker C8 Aileron. Hij deed daarbij de belofte: "De Aileron is voor Spyker de auto die het bedrijf naar een langverwachte winstgevendheid leidt."
Op 20 november 2009 maakte Spyker bekend dat de productie in Zeewolde werd beëindigd. De assemblage zou voortaan gaan plaatsvinden in het Britse Coventry. Reden voor de verplaatsing was kostenbesparing. De fabrikant verwachtte met de ingreep miljoenen euro's aan kosten te kunnen besparen. Deze maatregel betekende het ontslag van de 45 medewerkers in Zeewolde. Spyker bood echter de groep getroffen werknemers de kans om mee te verhuizen naar Engeland.

#### Overname van Saab Automobile
Vanaf 22 november 2009 was Spyker Cars in onderhandeling met General Motors over de overname van het Zweedse Saab Automobile. Op 15 december werd bekend dat Spyker de enige overgebleven overnamekandidaat was voor Saab.
Na ruim twee weken van stilte werd onthuld dat Saab en Spyker nog steeds in onderhandeling waren. Deze gesprekken werden in Stockholm gevoerd. Op 25 januari gingen geruchten dat Spyker en GM een overeenkomst zouden hebben gesloten, nabeurs maakte de nieuwe topman van General Motors echter bekend dat er inderdaad onderhandelingen gaande waren, maar dat er nog geen contract was getekend. Het aandeel Spyker Cars op de Amsterdamse effectenbeurs schoot door de geruchten omhoog. Toen topman Victor Muller meldde dat de overname door Spyker Cars zo goed als rond was en er in de Zweedse media dergelijke geruchten rondgingen, werd op 26 januari door de AFM besloten om de handel in het aandeel stop te zetten.
Op 26 januari 2010 om 19.45 uur meldde General Motors dat Saab Automobile zou worden overgenomen door Spyker Cars. GM stopte direct met de afbouw van de activiteiten van Saab. Spyker zou, volgens Bloomberg en The Wall Street Journal voor Saab een bedrag van $74 miljoen in cash en $326 miljoen aan preferente aandelen in het nieuwe Saab, Saab Spyker Automobiles, betalen aan GM. Dit werd echter nog niet officieel bevestigd. De overname moest volgens plan medio februari afgerond zijn.

### 2011: verkoop Spyker en faillissement Saab Automobile
Op 24 februari 2011 werd bekend dat Spyker Cars NV van plan was de sportwagendivisie Spyker te verkopen aan het Britse bedrijf CPP Global Holdings Limited, dat in handen is van Vladimir Antonov. De verkoop betrof een speciale financiële constructie voor maximaal € 32 miljoen. De groep wilde zich nu meer gaan richten op het merk Saab, en als naam van het moederbedrijf werd gekozen voor Swedish Automobile NV.
Eind september 2011 meldde Swedish Automobile dat Spyker voor € 32 miljoen zou worden overgenomen door de Amerikaanse investeringsmaatschappij North Street Capital. Muller zou aanblijven als CEO. Hiermee was de overname door CPP van Antonov van de baan, alhoewel de productie wel in de CPP-fabriek in Coventry plaatsvond. In 2009 werden nog 36 auto's gefabriceerd maar in 2010 geen enkele.
Saab Automobile ging in december 2011 failliet. In april 2012 bleek dat Saab een schuld naliet van meer dan € 1 miljard na aftrek van de waarde van de bezittingen.

### 2012: Claim van $3 miljard
In augustus 2012 zei CEO Victor Muller van Spyker Cars dat zij een claim zullen neerleggen bij General Motors over het faillissement van Saab. Victor Muller zei: "Sinds wij in december 2011 werden gedwongen om het faillissement van Saab Automobile aan te vragen, hebben we continu gewerkt aan de voorbereiding van een rechtszaak waarin we compensatie eisen ten gevolge van de onrechtmatige acties door General Motors".

### 2013: Aandeel van de beurs, claim afgewezen
Het aandeel was al sinds 13 september 2011 kandidaat voor verwijdering van de beurs, echter ondanks een ruime periode en twee verlengingen van de periode slaagde het bedrijf er niet in om te herstructureren. Op 13 september 2013 was de laatste dag dat het aandeel Spyker op de Amsterdamse beurs verhandeld werd.
In juni 2013 werd de claim van Spyker behandeld door een Amerikaanse federale rechter in Detroit. De rechter wees de claim van 3 miljard dollar door Spyker af. Volgens rechter Gershwin Drain: "General Motors had het contractuele recht om de voorgestelde transactie goed dan wel af te keuren," en "De rechtbank verwerpt de eis," en hij zei dat Spyker in de overeenkomst met General Motors, toen het Saab kocht, akkoord was gegaan met het feit dat General Motors de controle had over een verandering van eigendom.

### 2014: Claim opnieuw afgewezen
Spyker Cars NV ging in beroep tegen de uitspraak. Het hoger beroep werd behandeld door de "6th U.S. Circuit Court of Appeals in Cincinnati". Het hof concludeerde op 24 oktober 2014 dat General Motors niet opzettelijk de verkoop van Saab aan Zhejiang Youngman Lotus Automobile Co frustreerde. Rechter Eugene Siler zei dat de acties van General Motors niet kwaadaardig waren en dat het bedrijf "legitieme zakelijke zorgen" had betreffende de verkoop, zoals de overdracht van technologie. Siler zei ook dat de claim "cruciale fouten had".
Op 2 december 2014 kreeg Spyker NV   uitstel van betaling van de rechtbank Midden Nederland. Spyker had bescherming nodig tegen zijn crediteuren omdat het een tekort had aan geldelijke middelen. Victor R. Muller zei: "Wij denken hier sterker uit te komen als een innovatiever bedrijf en zijn goed gepositioneerd om te kunnen groeien en winst te maken" en "We zijn allemaal toegewijd om van deze financiële herstructurering een succes te maken".
Op 18 december 2014 sprak de rechtbank van Lelystad officieel het faillissement uit van Spyker Automobielen B.V. en Spyker Events & Branding B.V.

### 2015: Doorstart
Op 29 januari werd door het gerechtshof in Leeuwarden het eerder uitgesproken faillissement in hoger beroep terug gedraaid. Spyker NV verkeerde op dat moment weer in de staat van surseance van betaling en een bewindvoerder trachtte vanaf toen om tot een overeenkomst te komen met de schuldeisers. Spyker NV gaf aan verder te gaan met de ontwikkeling van luxe sportwagens en elektrische auto's. Op 13 mei van dat jaar werd er een overeenkomst gesloten tussen Spyker NV en de schuldeisers. Spyker had op dat moment een schuld van 44 miljoen en bood aan om per schuldeiser 12.000 euro af te betalen. De grootste schuldeiser was de curator van Saab GB; hij vorderde 24,9 miljoen euro en ging uiteindelijk akkoord met een uitkering van 61.000 euro. Een poging van de Letse bank Lizings om meer geld te claimen, draaide op niets uit.

### 2020: Russische oligarch
30 augustus 2020 werd in verschillende media gemeld dat Spyker een deal zou hebben gesloten met de nogal omstreden Russische oligarch Boris Rotenberg. De deal, waarmee "enkele tientallen miljoenen" zouden zijn gemoeid, zou het bedrijf de kans geven in 2021 drie nieuwe modellen, de C8 Preliator, de D8 Peking-to-Paris SUV en de B6 Venator in productie te nemen, een aftersalesafdeling en servicefaciliteiten op te zetten in de nieuwe Duitse fabriek van Rotenberg in Trier, en een nieuwe ‘Flagship Store’ te openen in Monaco. Saillant detail: Boris Rotenberg, samen met zijn broer Arkady en andere oligarchen in Vladimir Poetins directe omgeving, vallen sinds 20 maart 2014 onder sancties van het ministerie van Financiën van de Verenigde Staten.

### 2021: Opnieuw failliet
In januari 2021 ging Spyker N.V. opnieuw failliet.

### 2022: Herstart productie
Victor Muller zegt in 2022 een doorstart te zullen maken met behulp van twee nieuwe investeerders. Een Britse vennootschap, Spyker Ltd. vestigt daartoe een hoofdkantoor in Luxemburg. Drie aangekondigde modellen zullen in productie worden genomen. Het chassis moet uit Rusland komen en de techniek uit Duitsland. De assemblage zal in Nederland plaatsvinden.

### 2023: Faillissementsfraude Victor Muller
In 2023 werd er aangifte tegen Muller gedaan wegens faillissementsfraude. Spyker heeft op dat moment geen productielocatie, personeel, onderdelen en gereedschappen meer. Die zijn in een eerder stadium al ontslagen, verkocht of verdwenen. Er zijn alleen nog merkrechten en intellectueel eigendom.

## Resultaten
Spyker heeft sinds 2007 zware verliezen geleden. De jaaromzet is al die jaren zeer bescheiden geweest en de bedrijfsresultaten altijd zwaar negatief. Het extreem grote verlies in 2010 was vooral het gevolg van de overname van Saab Automobile dat in 2011 failliet ging. Spyker was vervolgens niet langer verplicht het negatieve eigen vermogen van Saab te consolideren. Het uit de boekhouding vallen van dit bedrag leidde tot een boekwinst van € 53 miljoen waardoor het jaar met een winst kon worden afgesloten. De grote winst in 2012 was vooral het gevolg van een conversie van schulden in aandelen. De omwisseling leidde tot een grote winst, het aantal uitstaande aandelen vertienvoudigde en het eigen vermogen kwam marginaal positief uit. In de onderstaande tabel staan de belangrijkste financiële gegevens van Spyker:
| Jaar | Omzet | Bedrijfs- resultaat | Netto resultaat | Eigen vermogen | Uitstaande aandelen per jaareinde | Aantal werknemers in FTE (x 1) |
| ---- | ----- | ------------------- | --------------- | -------------- | --------------------------------- | ------------------------------ |
| 2007 | € 5,1 | € -29,7             | € -71,3         | € 25,6         | 9,7                               | 166                            |
| 2008 | € 7,9 | € -21,8             | € -24,8         | € 24,9         | 15,6                              | 132                            |
| 2009 | € 6,8 | € -19,2             | € -22,9         | € 2,6          | 15,9                              | 131                            |
| 2010 | € 3,3 | € -64,1             | € -218,3        | € -206,5       | 17,5                              | 55                             |
| 2011 | € 1,5 | € -13,8             | € 16,1          | € -151,2       | 36,0                              | 56                             |
| 2012 | € 0,7 | € -6,1              | € 114,4         | € 0,1          | 373,9                             | 37                             |

In december 2012 hebben de aandeelhouders van Spyker ingestemd met een omgekeerde aandelensplitsing, waarbij 100 aandelen met een nominale waarde van € 0,04 samengevoegd worden tot één nieuw aandeel, waarna de nominale waarde wordt verlaagd tot € 1,30 per aandeel. Na deze actie heeft Spyker 3,7 miljoen aandelen uitstaan.

## Andere activiteiten

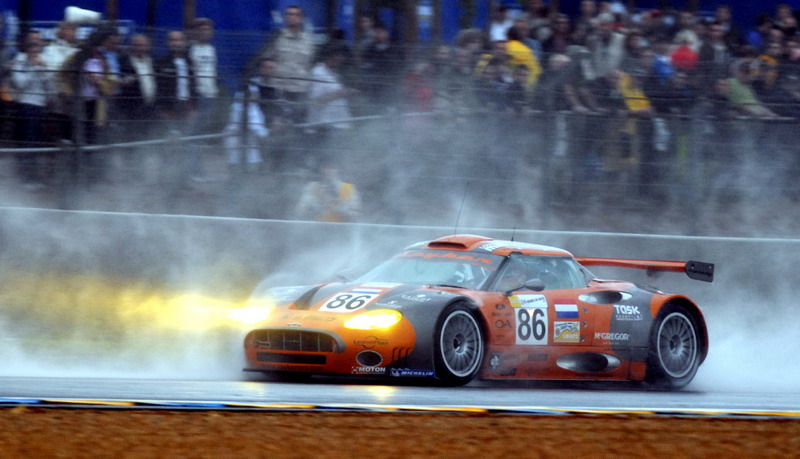
Spyker C8 Spyder GT2R bij de 24 uur van Le Mans, 2007

### Spyker Squadron
In 2005 behaalde het raceteam van Spyker (Spyker Squadron) de eerste successen in de loodzware FIA GT-endurancewedstrijden. Deze races werden jarenlang gedomineerd door de fabrieks-Porsches en -Ferrari's. Onder leiding van Peter van Erp en Ronald van de Laar werden meerdere podiumplaatsen behaald.

### Spyker F1 Team
Op 9 september 2006 werden de geruchten bevestigd dat Spyker de Formule 1 in zou gaan, door met een groep investeerders onder leiding van Michiel Mol het Midland-MF1 Racing team over te nemen. Tijdens de Grand Prix Formule 1 van Italië in 2006 werd bekendgemaakt dat het consortium daadwerkelijk MF1 Racing had overgenomen. De naam van het team veranderde in Spyker MF1. Spyker betaalde $106,6 miljoen verdeeld over drie termijnen: $68,6 miljoen voor 30 september 2006, de rest in twee jaarlijkse termijnen van respectievelijk $15 miljoen en $23 miljoen. Op 27 september 2006 gingen de aandeelhouders van Spyker akkoord met de uitgifte van 2.650.000 nieuwe aandelen, die werden geprijsd op € 20 per stuk, een flinke premie ten opzichte van de beurskoers op dat moment. Michiel Mol kocht het merendeel van deze aandelen.
Op 29 september 2007 gingen de aandeelhouders van Spyker - ironisch genoeg het weekend dat het F1-team haar enige WK-punt scoorde - akkoord met de verkoop van het F1-team voor € 88 miljoen aan een combinatie van Strongwind (Michiel Mol) en Kingfisher/Watson Limited (Vijay Mallya) uit India. Dat was € 6 miljoen meer dan het aanvankelijke overnamebedrag. Toch was er geen sprake van een boekwinst, omdat Spyker fors had geïnvesteerd en eveneens forse verliezen had geleden door de hoge operationele kosten. In totaal hebben deze activiteiten tot een verlies geleid van € 35,7 miljoen in 2007. Op 5 oktober werd de verkoop afgerond. Ad-interim directeur Hans Hugenholtz noemt het "geen mooie transactie, maar het is de best mogelijke en eerlijke prijs". Op 4 oktober 2008 kreeg Spyker een aanvullend bedrag van € 2,6 miljoen van de derdenrekening van het Formule 1-team. Spyker heeft nog een claim lopen tegen Orange India Holding, de nieuwe eigenaar van het F1-team, en verwacht in 2009 nog € 2 miljoen te kunnen ontvangen.

## Marketing
Aanwezigheid in films ("product placement") is bij Spyker onderdeel van de marketingstrategie. Het komt erop neer dat Spyker auto's levert voor Hollywoodfilms en dat Spyker daarna niets hoeft te betalen voor de vertoning in de film.
Zo rijdt hoofdrolspeelster Sharon Stone in de film Basic Instinct 2 (2006) in een Spyker C8 Laviolette. In The Pink Panther (2006) zijn twee shots te zien met een geparkeerde Spyker sportwagen. De C8 Spyder en een C12 LaTurbie zijn te zien in de martial-arts-actiethriller War.
Ook is een Spyker C8 Spyder te zien in de reboot van Knight Rider uit 2008.

## Modellen
Productiemodellen
- Spyker C8
- Spyker C8 Spyder
- Spyker C8 Laviolette
- Spyker C8 Laviolette LM85
- Spyker C8 Double 12S
- Spyker C8 Aileron
- Spyker C8 Aileron Spyder
- Spyker C8 Preliator

Prototypes
- Spyker D8 SSUV Peking to Paris
- Spyker D12 SSUV Peking to Paris
- Spyker C12 Zagato
- Spyker C8 Double 12 S Spyder
- Spyker E8
- Spyker E12
- Spyker B6 Venator

Spyker Squadron
- Spyker C8 Double 12R
- Spyker C8 Spyder GT2R
- Spyker C8 Laviolette GT2R

Formule 1
- Spyker F1 Team
- Spyker F6 VIII

## Trivia
- Voor Kerstmis 2005 deed Jennifer Lopez haar echtgenoot Marc Anthony een Spyker C8 Spyder cadeau. De auto was nogal groot om onder de kerstboom te plaatsen dus legde ze onder de kerstboom een Spyker-miniatuurtje.
- Op 10 mei 2004 kwam in Nederland een velletje van tien postzegels van 0,39 euro uit. Afgebeeld zijn een Spyker C4 uit 1922 en de nieuwe Spyker C8 Double12 R. De postzegels werden uitgegeven ter gelegenheid van het vijftigjarig bestaan van Jeugdfilatelie Nederland.